# União das Freguesias de Cambeses do Rio, Donões e Mourilhe
Die União das Freguesias de Cambeses do Rio, Donões e Mourilhe ist eine portugiesische Gemeinde (Freguesia) im Kreis (Concelho) Montalegre im Norden Portugals.

## Geschichte
Die Gemeinde entstand im Zuge der Gebietsreform vom 29. September 2013 durch die Zusammenlegung der ehemaligen Gemeinden Cambeses do Rio, Donões und Mourilhe.
Cambeses do Rio wurde Sitz der neuen Verwaltung.

## Demographie
| Freguesia | Freguesia                          | Freguesia | Freguesia       | ehemalige Freguesias | ehemalige Freguesias | ehemalige Freguesias | ehemalige Freguesias |
| --------- | ---------------------------------- | --------- | --------------- | -------------------- | -------------------- | -------------------- | -------------------- |
| Wappen    | Freguesia                          | Einwohner | Fläche in (km²) | Wappen               | Freguesia            | Einwohner            | Fläche in (km²)      |
|           | Cambeses do Rio, Donões e Mourilhe | 273       | 45,3            |                      | Cambeses do Rio      | 130                  | 11,31                |
|           | Cambeses do Rio, Donões e Mourilhe | 273       | 45,3            | Donões               | 62                   | 17,17                |                      |
|           | Cambeses do Rio, Donões e Mourilhe | 273       | 45,3            | Mourilhe             | 119                  | 16,82                |                      |